# 마쓰다이라 나리아쓰
마쓰다이라 나리아쓰(松平斉厚)는 에도 시대 후기의 다이묘로서 고즈케 다테바야시번 제3대 번주, 이와미 하마다 번 초대 번주를 지냈다. 에도 막부 사사봉행. 오치 마쓰다이라 가(越智松平家) 제5대 당주. 개명 전의 이름은 다케아쓰(武厚)였으며 나리아쓰의 나리(斉)는 에도 막부 제11대 쇼군 도쿠가와 이에나리의 편휘를 받은 것이다.
| 전임 마쓰다이라 다케히로 | 제5대 오치 마쓰다이라가 당주 1784년 ~ 1839년 | 후임 마쓰다이라 다케오키 |

| 전임 마쓰다이라 다케히로 | 제3대 다테바야시번 번주 (오치 마쓰다이라가) 1784년 ~ 1836년 | 후임 이노우에 마사하루 |

| 전임 마쓰다이라 야스타카 | 제1대 하마다 번 번주 (오치 마쓰다이라가) 1836년 ~ 1839년 | 후임 마쓰다이라 다케오키 |